# Jaroslav Stránský
Jaroslav Stránský (Nymburk, 1899. június 6. – ?) csehszlovák olimpikon, Európa-bajnok jégkorongozó kapus.

## Életpályája
Részt vett az 1924-es téli olimpián. Először kanadai válogatottól megsemmisítő 30–0-s vereséget szenvedtek el, majd a svéd válogatottól 9–3-ra kaptak ki, csak a svájci válogatottat tudták legyőzni 11–2-re. Így harmadikok lettek a csoportban és nem jutottak tovább és végül az ötödik helyen végeztek.
Az 1925-ös jégkorong-Európa-bajnokságon aranyérmes lett.